# Neptunus (1813)
Il Neptunus (in lingua russa: Трёх Святителей) fu un vascello di linea russo da 74 cannoni che prestò servizio nella marina imperiale russa tra il 1811 e il 1818, e poi, ribattezzato Fernando VII, nell'Armada Española  tra il 1818 e il 1820.

## Storia
Il vascello da 74 cannoni Neptunus (in lingua russa Нептунус), appartenente alla Classe Trëch Svjatitelej, venne costruito presso il cantiere navale di San Pietroburgo sotto la direzione del costruttore Il'ja Stepanovič Razumov. La nave, costruita in legno di quercia, del dislocamento di 2.897 tonnellate, fu impostata il 22 dicembre 1811, e venne varata il 6 giugno 1813. L'armamento si componeva su 28 cannoni da 36 lb, 30 da 24 lb, e 18 da 8 lb. Nel 1814 effettuò una crociera nel Mare Baltico.  Nell'agosto 1814 trasportò truppe da Lubecca a Kronshtadt  in forza alla squadra del viceammiraglio Robert Crown.
Nel 1817 Antonio Ugarte y Larrazábal, figura di spicco presso la corte di re Ferdinando VII, suggerì al re di acquistare una squadra navale dall'Impero russo con il denaro, 400.000 sterline, che la Gran Bretagna si impegnava a versare alla Spagna per l'abolizione della tratta degli schiavi. Ferdinando VII scrisse personalmente allo Zar Alessandro I, e ben presto fu trovato l'accordo. Il fine ultimo della Spagna era di rafforzare l'Armada, uscita malconcia dalle guerre napoleoniche, per trasportare un potente esercito di 30.000 uomini al Rio de La Plata, con cui far cessare definitivamente i movimenti indipendentisti nel Sudamerica. L'atto di vendita fu firmato l'11 agosto 1817 dal Segretario di stato alla guerra Francisco de Eguía e l'ambasciatore russo alla corte di Madrid Dmitrij Pavlovič Tatiščev, e riguardava otto navi, 5 vascelli da 74 e 3 fregate da 40 cannoni, cedute al prezzo di 13.600.000 rubli (68.000.000 di reales).
La squadra navale, al comando del contrammiraglio Otto Berend von Möller che alzava la sua insegna sulla Trëch Svjatitelej, composta da cinque vascelli e una fregata, salpò da Reval il 26 settembre, incontrandosi con le altre due fregate a  Kronshtadt il 30 settembre 1817. Vicino all'isola di Oldenshom le navi incontrarono forti venti da ovest che causarono gravi danni alla nave ammiraglia. Le navi rientrarono a Reval il 10 ottobre per salpare nuovamente il giorno 16, ma nuove tempeste e forti venti costrinsero Möller a riparare a Göteborg, partendo definitivamente per la Spagna il 4 dicembre. La navigazione nel periodo invernale inflisse ulteriori danni alle navi, tanto che dapprima si fermarono a Spithead, e poi a Portsmouth il 21 dicembre. Terminate le riparazioni le navi presero nuovamente il mare il 5 febbraio, ma la Trëch Svjatitelej iniziò ad imbarcare acqua a una velocità di quattro-cinque pollici l'ora.
Le navi arrivarono a Cadice il 21 febbraio 1818, e vennero consegnate alla Armada il 27 febbraio.
A Cadice, rinominato Fernando VII, ne divenne comandante il capitano di vascello Francisco Pérez de Grandallana, e il vascello fu ispezionato presso l'arsenale de la Carraca e dichiarato abile al servizio. Nel 1819 effettuò un viaggio di prova nel Mediterraneo, al termine del quale, rientrato a Cadice, fu assegnato alla squadra navale del tenente generale Francisco Mourelle de la Rua che doveva salare per Rio de La Plata al fine di trasportare un corpo di spedizione al fine di reprimere i moti indipendentisti. Lo scoppio di una epidemia di febbre gialla impedì la partenza della nave, che non ne fu interessata grazie alle misure preventive messe in atto dal capitano de Grandallana.
La nave  rimase immobilizzata a Cadice sino al 1820 senza mai venire utilizzata venendo poi inviata presso l'Arsenale de La Carraca per esservi demolita, cosa che accadde nel 1823. In quell'anno lo Alejandro I, il Fernando VII, lo España, e il Numancia, tutte unità ex russe, vennero vendute al commerciante don Antonio García de la Vega per la cifra di 285.000 reales de vellón.

### Fonti
1. 1 2 3 4 5 6 7 8 9 10  Todoavante.
2. 1 2 3 4 5  Sozaev, Tredea 2010, p. 194.
3. 1 2 3  Todoavante.